# بيلي نيكلسون
بيلي نيكلسون (بالإنجليزية: Billy Nicholson)‏ هو سياسي أمريكي، ولد في 5 فبراير 1948 في يونيون في الولايات المتحدة. حزبياً، نشط في الحزب الجمهوري والحزب الديمقراطي. وقد انتخب عضو مجلس نواب مسيسيبي.